# Nikola Popov

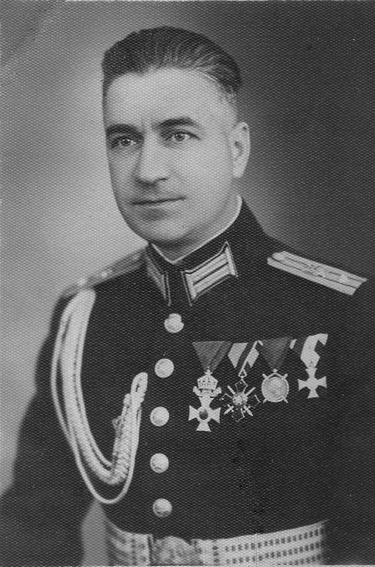
Nikola Popov.

Nikola Popov, född 15 mars 1903 i Veliko Tărnovo i Bulgarien, död 14 maj 2007 i Jakobsberg, Stockholm, var en bulgarisk general, befälhavare för det bulgariska luftvärnets försvar av Sofia under andra världskriget. 1945 dömdes han som skyldig till Bulgariens deltagande i kriget till fem års fängelse, men rehabiliterades och frisläpptes 1948.